# Trevor Davies
Trevor Davies (født 1949 i England) er en dansk/engelsk teaterleder og kurator af større kultur-og byudviklingsprojekter. 
Davies stiftede Københavns Internationale Teater (KIT) i 1980 og er stadig en af teatrets kunstneriske ledere.  I 80érne og ´90erne  skabte Davies en række markante internationale festivaler i København, herunder Fools Festivaler1980-85, Dancin' City 1990-96, Images 1990-2006. 
Davies var initiativtagere til Kanonhallen i København i 1990, en åben scene med et stærk eksperimenterende profil.
Han var leder af Aarhus Festuge 1985-1990 og  generalsekretær for Kulturby 96 i København 1992-1997.  som var skelsættende for byens udvikling i de efterfølgende årtier.
Davies var leder af Salisbury International Arts Festival i England 2000-2006 og blev inviteret derefter af Arts Council England, East Anglia University og Norwich City Council til at udvikle Norwich som et litteratur by (2005-2006). Norwich blev anerkendt som UNESCO City of Litteratur i 2010.
I 2008-2013 stod Davies i spidsen for Aarhus ansøgning og forberedelser for Europæiske Kulturhovedstad 2017, et regionalt projekt ism alle kommuner i Region Midt.
I 2008 lanceret Davies festivalen Metropolis i Købehavn som er nu et internationale festival og platform for (performance) kunst i det offentlige rum. 
Davies var tidligere medlem af Teaterrådet og formanden for Kulturfonden.
Davies er uddannet som byplanlægger i Storbritannien og flyttede til Danmark i 1974.

## Hæder
Davies modtog Røde Mors Kulturpris i 1982,   Håbets Pris i 1989, dansk teateranmelders Initiativepris i 1985, 
Davies modtog  L´Òrdre des Arts et les Lettres fra den franske stat i 1987 
Davies blev udnævnt til Rider i 1990 for sit arbejde med Aarhus Festuge og i 1997 blev har udnævnt som Ridder 1. Grad for sit arbejde med Kulturby '96.
Davies modtog i 2005 Wilhelm Hansen Fondens Hæderslegat for sit arbejde med kultur.